# Victor-Auguste-Isidore Dechamps
Victor-Auguste-Isidore Dechamps (Melle, 6 dicembre 1810 – Malines, 29 settembre 1883) è stato un cardinale, arcivescovo cattolico e giornalista belga.

## Biografia
Figlio di un direttore scolastico, Adrien Joseph Dechamps, e di Alexandrine de Nuit, e fratello del politico Adolphe, iniziò i suoi studi nella città natale. Studiò poi giurisprudenza a Bruxelles diventando un giornalista cattolico di simpatie nazionalistiche belghe. Entrò quindi in seminario a Tournai nel 1832 e proseguì gli studi teologici nell'Università Cattolica di Malines e successivamente in quella di Lovanio, ottenendo nel 1835 il dottorato in teologia. Nel frattempo fu ordinato presbitero il 30 dicembre 1834 ed entrò nella Congregazione dei Redentoristi, prendendo i voti il 13 giugno 1836.
Passò i successivi quattro anni a Wittem come prefetto degli studenti e lettore in teologia dogmatica. Nel 1840 cominciò la sua vita di missionario. Si dedicò a lungo all'insegnamento religioso e alla predicazione. Ebbe successivi incarichi direttivi all'interno della congregazione religiosa di appartenenza, divenendo rettore della casa della Congregazione a Liegi nel 1842, poi di quella di Tournai, divenendo insegnante di dottrina al futuro re del Belgio, Leopoldo II, e alla sorella Carlotta, futura imperatrice del Messico. Divenne quindi padre provinciale del Belgio della Congregazione e quindi rettore della casa di Bruxelles.
Prese una parte attiva nella fondazione della Confraternita della Sacra Famiglia, che egli considerò il suo lavoro più salutare. Nello storico giubileo di Liegi ebbe un gran risalto sia per il suo Il più bel ricordo della storia di Liegi che per la sua predicazione (1845-46).
Visitò l'Inghilterra e vide gli straordinari effetti del Movimento di Oxford.
Nel 1849 fu nominato consigliere generale della sua congregazione, e prese residenza a Pagani, vicino a Napoli, quando papa Pio IX era in esilio a Gaeta. Ebbe molte udienze col papa ed ebbe un ruolo di primo piano nel sistemare il trasferimento del superiore generale da Pagani a Roma. Questo non avvenne fino al 1855, quando Pio IX invitò padre Dechamps al primo capitolo generale tenuto a Roma. La domanda per la sua nomina a vescovo di Liegi era in considerazione già dal 1852, ma il papa, toccato dal suo appello personale, non insisté.
Il 25 settembre 1865 fu nominato vescovo di Namur e fu consacrato vescovo il 1º ottobre dello stesso anno a Roma dal cardinale Karl August von Reisach. Il 20 dicembre 1867 fu promosso arcivescovo di Malines.
Sempre devoto alla Chiesa e al papa, prese una parte attiva nella formazione degli zuavi pontificali, e persuase il generale Lamoricière ad offrire i suoi servizi a Pio IX. Ma la sua prominenza nella storia del suo paese e della Chiesa è dovuta alla sua battaglia per scuole cattoliche e alla sua difesa dell'infallibilità papale prima e durante il Concilio Vaticano.
Papa Pio IX lo elevò al rango di cardinale e primate del Belgio nel concistoro del 15 marzo 1875, e il 31 marzo dello stesso anno ricevette il titolo di cardinale presbitero di San Bernardo alle Terme Diocleziane.
Partecipò al conclave del 1878 che elesse papa Leone XIII.
Lavorò fino alla fine. Celebrò la sua ultima messa il 28 settembre 1883, e morì il giorno seguente, a 72 anni, tra le braccia di un confratello.
I suoi resti riposano nella cripta della Cattedrale di San Rombaldo.
I lavori completi di Dechamps, che egli stesso revisionò, furono pubblicati in diciassette volumi a Malines. Nel presentare quattordici dei diciassette volumi a Leone XIII il 7 febbraio 1879, l'autore scrive:
Dei volumi rimanenti, il XV, Mélanges, tratta di molte domande importanti; il XVI e il XVII contengono lettere su questioni di filosofia, teologia, e altre materie.
Il fratello, Adolphe Dechamps, divenne primo ministro del Belgio il 4 aprile 1843. E fu anche ministro dei Lavori Pubblici e ministro degli Affari Esteri dal 30 luglio 1845 al 12 giugno 1847.

## Genealogia episcopale e successione apostolica
La genealogia episcopale è:
- Cardinale Scipione Rebiba
- Cardinale Giulio Antonio Santori
- Cardinale Girolamo Bernerio, O.P.
- Arcivescovo Galeazzo Sanvitale
- Cardinale Ludovico Ludovisi
- Cardinale Luigi Caetani
- Cardinale Ulderico Carpegna
- Cardinale Paluzzo Paluzzi Altieri degli Albertoni
- Papa Benedetto XIII
- Papa Benedetto XIV
- Papa Clemente XIII
- Cardinale Giovanni Carlo Boschi
- Cardinale Bartolomeo Pacca
- Papa Gregorio XVI
- Cardinale Karl August Graf von Reisach
- Cardinale Victor-Auguste-Isidore Dechamps, C.SS.R.

La successione apostolica è:
- Vescovo Théodore-Joseph Gravez (1868)
- Vescovo Charles André Anthonis (1868)
- Arcivescovo Victor-Jean-Joseph-Marie van den Branden de Reeth (1879)
- Vescovo Isidore-Joseph du Rousseaux (1880)